# Breezin'
Breezin' je petnajsti studijski album ameriškega džezovskega/soul kitarista Georgea Bensona in njegov prvi, ki je izšel pri založbi Warner Bros. Records.

## Komercialni uspeh
Album označuje začetek Bensonovega komercialno najuspešnejšega obdobja. Breezin′ je dosegel vrh pop, jazz in R&B Billboard lestvic, z njega pa sta izšla dva hit singla, naslovna skladba, ki je postala smooth jazz standard, in »This Masquerade«, ki se je uvrstila v top 10 Billboard Hot 100. Breezin′ je dosegel tri platinaste certifikate s strani RIAA in tako postal prvi jazzovski album, ki je postal platinast.
Leta 1977 je album osvojil tri grammyje. Album je osvojil grammyja za najboljšo pop instrumentalno izvedbo (Benson) in grammyja za najbolje inženiran album (Al Schmitt), bil pa je nominiran še za album leta (Tommy LiPuma in Benson). »This Masquerade« je osvojla grammyja za posnetek leta (LiPuma in Benson), nominirana pa je bila še za skladbo leta (Leon Russell) ter najboljšo moško pop vokalno izvedbo (Benson).

## Kritični sprejem
Glasbeni kritik, Robert Christgau, je v recenziji za časopis The Village Voice album ocenil s »C«, večino glasbe pa opredelil kot »mush«. V retrospektivni recenziji, je Richard S. Ginell, glasbeni kritik portala AllMusic, albumu dal tri zvezdice in pol od petih in dejal, da, čeprav je Bensonova kitara »bolj prepričljiva in tekoča kot kdajkoli«, je Breezin′ »bolj prehodni kot pa prebojni album, ker je kitara še vedno jedro njegove prepoznavnosti.«

## Originalna verzija
Gábor Szabó, madžarski jazzovski kitarist, je posnel originalno verzijo naslovne skladbe »Breezin'«, do Bensonovega uspeha pa je izrazil prezir. Zanimivo je, da je LiPuma produciral obe verziji.
Leta 2004 je Donny Osmond predelal skladbo kot »Breeze on By«, pri kateri je uporabil originalni aranžma, dodal pa je vokal.

## Seznam skladb
| Stran 1 | Stran 1           | Stran 1       | Stran 1 |
| Št.     | Naslov            | Pisec         | Dolžina |
| ------- | ----------------- | ------------- | ------- |
| 1.      | „Breezin'‟        | Bobby Womack  | 5:40    |
| 2.      | „This Masquerade‟ | Leon Russell  | 8:03    |
| 3.      | „Six to Four‟     | Phil Upchurch | 5:06    |

| Stran 2         | Stran 2            | Stran 2         | Stran 2 |
| Št.             | Naslov             | Pisec           | Dolžina |
| --------------- | ------------------ | --------------- | ------- |
| 1.              | „Affirmation‟      | José Feliciano  | 7:01    |
| 2.              | „So This is Love?‟ | George Benson   | 7:03    |
| 3.              | „Lady‟             | Ronnie Foster   | 5:49    |
| Skupna dolžina: | Skupna dolžina:    | Skupna dolžina: | 38:42   |

## Osebje

### Glasbeniki
- George Benson – kitara, vokal
- Jorge Dalto – klavir, clavinet, klavirski solo (2)
- Ronnie Foster – električni klavir, Minimoog, sintetizator, Minimoog solo (3), električni klavir solo (5)
- Phil Upchurch – ritem kitara, bas (1, 3)
- Ralph MacDonald – tolkala
- Stanley Banks – bas (2, 4, 5, 6)
- Claus Ogerman – aranžer, dirigent
- Harvey Mason – bobni

### Produkcija
- Tommy LiPuma – producent
- Noel Newbolt – koproducent
- Al Schmitt – snemanje, miks
- Don Henderson – asistent inženirja
- Doug Sax – inženir masteringa
- Ed Thrasher – umetniški direktor
- Robert Lockhart – umetniški direktor
- Peter Palombi – oblikovanje
- Mario Casilli – fotografija